# Lilit - In un mondo migliore
Lilit - In un mondo migliore è stato un programma televisivo, in onda su Rai 3 la domenica in seconda serata, ideato da Marco Posani e condotto da Debora Villa.

## Storia
Il programma prendeva nome da Lilith, la prima donna che Dio creò. La trasmissione raccontava la realtà da un punto di vista femminile, utilizzando anche la chiave comica. Durante il programma c'era un ospite e un pubblico ballerino che non stava seduto ma si muoveva con la conduttrice nei vari angoli dello studio.
La trasmissione aveva nel suo cast Antonio Cornacchione nel ruolo dell'uomo all'antica, Daniele Bossari nel ruolo dell'uomo al passo coi tempi, Cristina Bugatty nel ruolo di insegnante della femminilità e i comici Rafael Didoni e Cecilia Vecchio.